# Fatima Sultani
Fatima Sultani, es una alpinista afganesa que va néixer al 2002 a Kabul i que es considera la dona mes jove en pujar el cim del Noshaq.

## Biografia
La seva infantesa la va passar sota el règim dels talibans que van governar el seu país entre 1996 i 2001. Aquest règim va prohibir l'educació per a les dones i que aquestes poguessin surtin de casa sense un parent masculí entre altres restriccions.
Va començar l'esport de l'escalada com aficionada el 2019 amb l'objectiu de fomentar l'interès de les noies afganeses per l'alpinisme. El 6 d'agost 2020, Sultani va fer història de l'alpinisme a l'Afganistan quan amb divuit anys, va pujar al cim de la muntanya més alta Noshaq situada a la província de Badakhshan al nord de l'Afganistan. El Noshaq és també el segon cim més alt de la serralada Hindu kush, després del Tirich Mir situat a una alçada de 7492 metres sobre el nivell del mar.
L'equip d'escalada, format per tres dones afganeses i sis homes de diferents punts del país, va començar l'aventura el 18 de juliol del 2020 i després de tres setmanes, el 6 d'agost, van poder fer aquest cim. El seu assoliment va permetre entrar en el selecte grup d'escaladors que l'han coronat.
Sultani és un dels membres de l'equip del grup Hike Ventures-Afghanistan que dona suport a l'alpinisme afganès amb els recursos obtinguts pels membres de l'organització.
Ella i seu equip de muntanyencs han conquerit quatre cims de muntanya fins ara. Un d'aquests cims es el Lalan, que es troba a la província de Panjshir. El segon cim es el Salang a la serra de Hindu Kush, districte de la província de Parwan. El tercer cim es troba a la muntanya Qurigh i l'últim és el pic Noshaq, una de les ascensions més dures del món, i el més alt de l'Afganistan.
Fatima Sultani practica també altres esports i ha estat membre de la selecció nacional de boxa, taekwondo i jiu jitsu durant els últims set anys.

## Reconeixements
Ha estat nomenada com una de les 100 dones de la BBC el 2021.